# Aeschrotes
Aeschrotes là một chi bọ cánh cứng thuộc họ Scarabaeidae.